# John Howatt Bell
John Howatt Bell (né le 13 décembre 1846, décédé le 29 janvier 1929) était un homme politique canadien qui fut premier ministre de la province de l'Île-du-Prince-Édouard de 1919 à 1923.